# Mesamphiagrion demarmelsi
Mesamphiagrion demarmelsi – gatunek ważki z rodziny łątkowatych (Coenagrionidae). Jest endemitem Kolumbii, stwierdzono go jedynie w departamencie Cundinamarca w środkowej części kraju.